# LLDB (débogueur)
Pour les articles homonymes, voir LLDB.
LLDB, pour Low Level Debugger, est un débogueur pour les langages de programmation Objective-C, C++ et C. Il constitue un sous-projet de LLVM, une infrastructure de compilation développée au début des années 2000 à l'Université de l'Illinois. À ce titre, il est publié sous licence Open Source NCSA/Université de l'Illinois, licence de logiciel libre utilisée par la plupart des sous-projets LLVM.
Écrit en C++, sa structure s'appuie sur un ensemble de bibliothèques réutilisables du projet LLVM; LLDB utilise par exemple l'analyseur syntaxique et l'arbre syntaxique abstrait du compilateur Clang, ou le désassembleur de LLVM.
Intégré à la quatrième génération (4.x) de Xcode, l'environnement de développement pour Mac OS X, il en constitue son débogueur par défaut; il succède ainsi, comme débogueur  par défaut au sein de cette suite, à GDB, LLDB étant considéré comme plus rapide que ce dernier.